# کمیته المپیک نیوزیلند
کمیته المپیک نیوزیلند (انگلیسی: New Zealand Olympic Committee) یک سازمان ورزشی است که نماینده کشور نیوزیلند در کمیته بین‌المللی المپیک می‌باشد.
این سازمان که در سال ۱۹۱۱ تأسیس شده مسئول آماده‌سازی و اعزام ورزشکاران به بازی‌های المپیک و بازی‌های المپیک جوانان است.